# سیلویو کینترو
سیلویو کینترو (اسپانیایی: Silvio Quintero‎؛ زادهٔ ۱۳ آوریل ۱۹۵۰) بازیکن فوتبال اهل کلمبیا بود.